# Clacks Canyon
Clacks Canyon – jednostka osadnicza w Stanach Zjednoczonych, w stanie Arizona, w hrabstwie Mohave.